# 두레길쌈놀이
두레길쌈놀이는 대체로 7월에서 8월에 걸쳐 부락의 부녀자들이 일정한 장소에 모여 공동으로 길쌈을 하는 것인데 모시두레(충남 부여), 돌개삼(경북 영주)이라고도 한다. 경상도가 가장 성하였으며, 다음이 전라도·충청도·강원도이고 중부 이북에서는 별로 볼 수 없었다.
늦은 여름 밤에 뜰에 모여 생솔나무가지 따위를 태워 모기를 쫓고 마을 부녀자들이 한 자리에 모여서 길쌈을 하는데, 이 때에 우스개소리도 하고 재미있는 옛날 이야기도 하며 또 노래도 부른다. 이렇게 함으로써 일의 단조로움과 고달픔을 더는 것이다. 특히 8월 보름, 추석날 밤에는 그동안의 노고를 털어버리기 위하여 많은 음식을 장만하고 담소(談笑)와 가무(歌舞)로써 한껏 즐긴다. 경우에 따라서는 그동안 경쟁적으로 베를 짜게 하고 이날 성적에 따라 상을 주기도 하고, 또 편을 짜서 경쟁을 시켜 진편이 추석날의 음식을 제공토록 하는 수도 있었다.
이와 같은 경쟁적인 적마풍속은 멀리 신라 초기의 유리왕 시대에서부터 비롯된 것이다. 즉 사적에 전하는 바에 의하면 유리왕 때에 6부(六部)를 둘로 갈라 왕녀 두 사람으로 하여금 각각 두 편의 부녀자들을 통솔케 하고 7월 보름날부터 매일 아침 일찍 6부의 뜰에 모여 길쌈을 하되 밤 10시경이 되어야 끝마쳤다. 8월 보름에 이르러 그동안의 성적을 비교하여 진 편에서 술과 음식을 마련하여 이긴 편을 치하하는데 이때 가무와 온갖 놀이가 벌어진다. 이것을 가배(嘉俳：가위)라고 한다. 이때 진편이 일어나서 춤을 추며 '회소(會蘇) 회소' 하고 노래를 불렀다. 그 소리가 구슬프고 멋이 있어 후세 사람들이 이것을 이어받아 노래하게 되었는데, 이것을 '회소곡(會蘇曲)'이라 부른다.

## 같이 보기
- (한국어) 충남무형문화재 13호 서천저산팔읍길쌈놀이